# Timothy Bradley
Timothy Ray Bradley Jr., detto Tim (Palm Springs, 29 agosto 1983), è un ex pugile statunitense.
Soprannominato The Desert Storm ("tempesta del deserto"), è stato campione WBO dei pesi welter nonché detentore delle corone WBC e WBO dei superleggeri. Nel corso della sua carriera ha sconfitto ex campioni del mondo come Manny Pacquiao, Juan Manuel Márquez e Joel Casamayor.

## Carriera

### Professionista
Il 27 giugno 2015 affronta l'imbattuto astro nascente Jessie Vargas allo Stubhub Center in California, in un incontro trasmesso dalla HBO e valido per la corona WBO ad interim dei pesi welter. Bradley controlla la maggior parte dell'incontro con la sua precisione, ma allo scadere della dodicesima ripresa viene scosso seriamente da un destro alla mascella da parte dell'avversario, il quale lo insidia in un disperato attacco nei secondi finali della tornata. Viene a crearsi qualche polemica quando l'arbitro Pat Russell decide di terminare il match in anticipo, quando mancavano ancora alcuni secondi prima dell'effettivo termine della sfida e Bradley sembrava in un momento di difficoltà. Quest'ultimo si aggiudica l'incontro per decisione unanime.
Poco più di una settimana dopo l'incontro, il 6 luglio, il campione WBO dei welter Floyd Mayweather Jr. viene privato della sua cintura per non aver pagato una clausola di 200.000 dollari per il suo incontro con Manny Pacquiao e per non aver reso vacante la sua corona dei pesi superwelter. I regolamenti vietavano infatti ad un pugile di possedere contemporaneamente titoli in più categorie di peso. Conseguentemente, Bradley viene promosso a tutti gli effetti campione WBO dei welter.